# Одіно (Упоровський район)
О́діно (рос. Одіно) — село у складі Упоровського району Тюменської області, Росія.
Населення — 119 осіб (2010, 117 у 2002).
Національний склад станом на 2002 рік:
- росіяни — 96 %